# Olifantshoek (Noord-Kaap)
Olifantshoek is een stadje gelegen in de gemeente Gamagara in de Zuid-Afrikaanse provincie Noord-Kaap. Het stadje is gelegen 60 km noordwestelijk van Postmasburg en 22 km ten westen van Sishen en is gelegen aan de nationale weg N14 net ten noorden van de Langberg. Er wordt ter plaatse aan veehouderij gedaan en er vindt ontginning van ijzererts plaats. Water wordt verkregen van een dam in de "Olifantsloop" die door het plaatsje loopt.

## Geschiedenis
Het plaatsje Olifantshoek heeft zich ontwikkeld uit een politiebureau en is formeel gesticht in 1912. Het wordt bestuurd door een dorpsraad. De naam van het dorp refereert aan olifantsskeletten die daar zijn gevonden.